# Тєлєгін Дмитро Миколайович
Дмитро Миколайович Тєлєгін (рос. Дмитрий Николаевич Телегин; нар. 2 лютого 1992, Санкт-Петербург, Росія) — російський футболіст, захисник.

## Життєпис
Вихованець петербурзької школи «Зміна». Починав кар'єру півзахисник у дублі «Зеніту», проте за головну команду не грав. У 2012 році відданий в оренду до іншого клубу прем'єр-ліги «Том», але за нього також не провів жодної гри.
2014 року виступав за клуб молдовського першого дивізіону «Саксан», після чого перейшов до клубу ФНЛ «Єнісей» (Красноярськ). За красноярську команду дебютував 6 липня 2014 року в поєдинку ФНЛ проти саратовського «Сокола». Деякий час грав у першості Криму за «ТСК-Таврію».
У 2017 році повернувся до Молдови та підписав контракт із кишинівським «Зімбру».